# Mictyris
Mictyris is een geslacht van kreeftachtigen uit de klasse van de Malacostraca (hogere kreeftachtigen).

## Soorten
- Mictyris brevidactylus Stimpson, 1858
- Mictyris guinotae Davie, Shih & Chan, 2010
- Mictyris livingstonei McNeill, 1926
- Mictyris longicarpus Latreille, 1806
- Mictyris occidentalis Unno, 2008
- Mictyris platycheles H. Milne Edwards, 1852